# Aldo Perricone
Aldo Perricone (Sicilia, Italia) es un cantante de baladas, cocinero y exfutbolista italiano nacionalizado argentino.

## Carrera
Perricone se inició como futbolista en Palermo, Italia, para luego lanzarse como cantante en su país. En Roma conoció a la actriz y vedette argentina Nélida Roca. Se casaron en 1962 y se separaron en 1969. Viajó a la Argentina en 1962 y debutó como cantante en el Teatro El Nacional en 1964. Adoptó el seudónimo de Ricky Giuliano para consolidar su carrera como cantor romántico.
En televisión trabajó en Canal 13 donde estuvo cinco temporadas con Pipo Mancera en Sábados Circulares.
Galán y con una gran presencia en el escenario, bajo el sello de la RCA Víctor interpretaba temas exitosos de cantantes italianos, a veces en su idioma original y a veces en un castellano con acento italiano. Cantó en cinco idiomas, en castellano solamente boleros.
Compuso el tema melódico romántico No llores esta noche.
Ya de grande, empezó a cocinar en una casa de comidas por Belgrano, trabajó en una cadena de restaurantes que se llamaba Paparazzi y en el restaurante La Terraza del Gato Dumas. 
Preparó un libro gastronómico junto a Jorge Cutello llamado Pasta, amor y fantasía, en alusión al famoso film Pan, amor y fantasía, con cien recetas de pastas, clásicas y de autor.

## Temas interpretados
- Cuando vuelva a tu lado.
- Ilusión.
- La mentira
- No llores esta noche.
- Contigo en la distancia

## Presentaciones
- 1° Festival de la Canción de Mar del Plata (1966)
- Presentación en Casinos del Litoral (2010).
- Presentación en Carlos La Rosa (2012).[5]
- Raíces Cocina Casera, una combinación entre sus cantos y sus recetas.[6]
- Presentación Casino Nogaró (Uruguay)
- Aldo Bloise - Aldo Perricone / Fusión de Estilos (2016).[7]